# IPhone 16
iPhone 16  та iPhone 16 Plus — смартфони, розроблені та представлені компанією Apple Inc. Вони є вісімнадцятим поколінням iPhone, наступниками iPhone 15 та iPhone 15 Plus. Пристрої були представлені разом із дорожчими iPhone 16 Pro та 16 Pro Max під час Apple Event 9 вересня 2024 року в Apple Park у Купертіно, Каліфорнія.

## Історія
Пристрої були представлені під час заходу 9 вересня 2024 року, що стало першим випадком, коли анонс iPhone відбувся в понеділок.

## Дизайн

### Дисплей
iPhone 16 та iPhone 16 Plus зберегли свої розміри екранів — 6,1 дюйма та 6,7 дюйма відповідно. Крім того, у них дещо вищий аспект співвідношення сторін, який змінився з 16,5:9 (11:6) на 16,6:9 (83:45).

### Кольори
iPhone 16 та 16 Plus випускаються у п'яти нових кольорах: ультрамарин, бірюзовий, рожевий, білий та чорний.
| Колір | Назва       |
| ----- | ----------- |
|       | Ультрамарин |
|       | Бірюзовий   |
|       | Рожевий     |
|       | Білий       |
|       | Чорний      |

### Апаратне забезпечення
iPhone 16 та iPhone 16 Plus оснащені новим чипом A18, розробленим спеціально для цього пристрою. Чип оптимізований для запуску великих генеративних моделей та оснащений нейронним процесором, який вдвічі швидший за свого попередника.
iPhone 16 оснащений новою 48-мегапіксельною камерою, яка забезпечує в чотири рази вищу роздільну здатність порівняно з iPhone 14. Також є нова ультраширококутна камера, яка дозволяє вловлювати більше світла в умовах низької освітленості, а також автоматичне фокусування.
Усі моделі ‌iPhone 16‌ мають покращену систему охолодження. Основну логічну плату оновлено, чип розміщено по центру з оптимізованою архітектурою навколо нього. Перероблена алюмінієва підструктура відводить тепло, що забезпечує на 30 % вищу стійкість продуктивності під час ігор.
Найновіший модем Snapdragon X75 від Qualcomm забезпечує декілька покращень, зокрема підтримку 5G Advanced, нижче енергоспоживання та покращену агрегацію операторів 5G для швидшого завантаження. Ці оновлення повинні збільшити мобільну підключеність на понад 20 %.
Кожна модель у лінійці iPhone 16 підтримує WiFi 7.

### Кнопка дії
iPhone 16 та iPhone 16 Plus тепер мають кнопку дії як стандартну функцію. За замовчуванням кнопка Action вмикає беззвучний режим. Однак користувачі можуть змінити її функцію, щоб виконувати інші дії, як-от робити фото або перемикати режим фокусування.

### Акумулятор iPhone 16
Ємність акумулятора iPhone 16 було покращено. Базова модель iPhone 16 забезпечує до 22 годин відтворення відео. Модель iPhone 16 Plus має до 27 годин відтворення відео, що на 22,73 % більше. iPhone 16 забезпечує до 80 годин відтворення аудіо, що на 20 % менше, ніж у iPhone 16 Plus із 100 годинами відтворення аудіо.

### Корпус
Корпус складається на 85 % із перероблених матеріалів.

## Програмне забезпечення
iPhone 16 також оснащений новим штучним інтелектом Apple Intelligence, новою лінійкою ШІ, що відокремлюється від Siri, голосового асистента Apple. Siri також було покращено та вона отримала більше функцій.

## Характеристики
iPhone 16 та 16 Plus мають вертикальне розташування камер, як у iPhone 12, на відміну від діагонального розташування у iPhone 13, iPhone 14 та iPhone 15. Використовується порт USB Type-C, але з USB 2.0 та швидкістю передачі даних до 480 Мбіт/с.

## Ціна
iPhone 16 має початкову ціну 799 доларів США, тоді як iPhone 16 Plus коштує від 899 доларів США. Попередні замовлення розпочались 13 вересня 2024 року, а продажі стартують 20 вересня.